# Shenzhou 12
Shenzhou 12 (chinesisch 神舟十二號 / 神舟十二号, Pinyin Shénzhōu Shí’èr Hào) war die erste bemannte Mission des Büros für bemannte Raumfahrt zur Chinesischen Raumstation. Der Start der dreiköpfigen Besatzung mit einer Trägerrakete vom Typ Langer Marsch 2F/G vom Kosmodrom Jiuquan erfolgte am 17. Juni 2021 um 01:22 Uhr UTC, die Landung in der Badain-Jaran-Wüste unweit des Kosmodroms fand am 17. September um 05:34 Uhr UTC statt.

## Besatzung
Das Raumfahrerkorps der Volksbefreiungsarmee begann Anfang 2019 mit einem intensiven Training, das die Grundlage für die Auswahl der ersten Besatzungen der Raumstation bildete. Im Dezember 2019 entschied das Raumfahrersystem des bemannten Raumfahrtprogramms unter der Leitung seiner Technischen Direktorin Huang Weifen über die Einteilung der Mannschaften, die in drei Missionen den Aufbau der Station übernehmen sollten. Für jede Mission gab es zwei Mannschaften, die in immer gleicher Zusammensetzung parallel trainierten. Dabei gab es keine vorbestimmten Primär- und Ersatzmannschaften; welche der beiden Mannschaften bei einer Mission zum Einsatz kommt, wird in China immer erst kurz vor dem Start bestimmt. Das bedeutete, dass alle Mitglieder des Raumfahrerkorps herangezogen wurden, selbst die älteren Männer der ersten Auswahlgruppe wie Nie Haisheng oder Yang Liwei, die im Juni 2021 bereits 56 Jahre alt waren.
Mit der Entscheidung wurden ganz bewusst ältere, erfahrene Raumfahrer mit jüngeren Kollegen kombiniert, die Letztere bei ihrem ersten Einsatz unterstützend begleiten sollten. Während der Vorbereitungsphase, bis Juni 2021, absolvierte jeder Raumfahrer mindestens 6000 Übungsstunden. Zum Vergleich: für den Einsatz im Raumlabor Tiangong 2 trainierten Jing Haipeng und Chen Dong 2015/2016 nur 3000 Stunden.
Obwohl üblicherweise nur zwei Raumfahrer die Station für Außenbordeinsätze verlassen, mussten alle drei Besatzungsmitglieder für Arbeiten im Raumanzug Feitian qualifiziert sein, um für Notfälle eine Ersatzperson zu haben. Außenbordeinsätze sind sehr anstrengend, daher wurden in der Vorbereitungsphase neben der technischen Einweisung vor allem Kraft und Ausdauer trainiert, wobei besonderes Augenmerk auf die oberen Gliedmaßen gelegt wurde. Am Ende hatten die Raumfahrer die Arm- und Schultermuskulatur von Kajakfahrern. Die Raumfahrer mussten die Arbeitsabläufe sechs bis sieben Stunden am Stück in einem Unterwassertank üben – danach konnten sie die Essstäbchen nicht mehr halten. Um die älteren Raumfahrer auf die Herausforderungen der Mission vorzubereiten, konzipierte das Chinesische Raumfahrer-Ausbildungszentrum ein spezielles Seniorenprogramm, mit dem den körperlichen Verfallserscheinungen entgegengewirkt werden sollte.
Im Mai 2021 begaben sich die beiden Mannschaften in Quarantäne, am 16. Juni 2021 wurden die Namen der endgültigen Besatzung bekanntgegeben:
- Nie Haisheng, Kommandant, dritter Raumflug
- Liu Boming, zweiter Raumflug
- Tang Hongbo, erster Raumflug[11]

Da bei dieser Mission eine völlig neue Raumstation in Betrieb genommen werden musste und mit unvorhergesehenen Zwischenfällen zu rechnen war, hatte man bei der Zusammenstellung der Mannschaft neben der körperlichen Leistungsfähigkeit und der Fähigkeit zur harmonischen Zusammenarbeit vor allem auf die Erfahrung geachtet: Nie Haisheng hatte nicht nur zwei Raumflüge absolviert, sondern bei der Mission Shenzhou 10 auch ein Koppelmanöver von Hand gesteuert. Liu Boming hatte bei der Mission Shenzhou 7 bereits einen Außenbordanzug getragen und Zhai Zhigang bei seinem Weltraumausstieg assistiert. Tang Hongbo war bereits in der Ersatzmannschaft von Shenzhou 11 gewesen; er war für lange Raumflüge voll qualifiziert.
Die Mitglieder der Ersatzmannschaft waren:
- Zhai Zhigang, Kommandant, zweiter Raumflug
- Wang Yaping, zweiter Raumflug
- Ye Guangfu, erster Raumflug[12]

## Missionsverlauf
Sechseinhalb Stunden nach dem Start vom Kosmodrom Jiuquan koppelte das Raumschiff nach vier Erdumkreisungen am 17. Juni 2021 um 07:54 Uhr UTC an der vorderen Bugschleuse des Kernmoduls Tianhe an. Der gesamte Vorgang, vom Start bis zum Andocken, verlief vollautomatisch. Knapp drei Stunden später, um 10:48 Uhr UTC, wechselten die Raumfahrer in die Station.
Eine der ersten Aufgaben der Raumfahrer war die Installation von WLAN-Routern. Die Raumfahrer tragen an Bord Knochenleitungskopfhörer und können so über mobile Endgeräte problemlos miteinander kommunizieren. Über das WLAN und die Antenne des jeweils angekoppelten Tianzhou-Frachters haben sie Zugang zum öffentlichen Internet auf der Erde und können so vorbei am offiziellen Kanal zum Raumfahrtkontrollzentrum Peking, der über die Antenne des Kernmoduls läuft, private Gespräche mit ihren Angehörigen führen, E-Mails schicken etc. Ebenfalls noch in der ersten Woche wurden die beiden Außenbordanzüge überprüft, die das Frachtraumschiff Tianzhou 2 am 29. Mai 2021 zur Station gebracht hatte.
Bei dieser Mission wurde eine verbesserte Version des Außenbordanzugs Feitian erprobt, in dem die Raumfahrer mit bis zu 8 Stunden doppelt so viel Zeit im Weltraum verbringen können wie mit dem Anzug, den Zhai Zhigang 2008 trug. Der erste von zwei geplanten Außenbordeinsätzen, bei denen unter anderem das Funktionieren des mechanischen Arms überprüft wurde, fand am 4. Juli 2021 statt. Während der Vorbereitung mussten die Raumfahrer feststellen, dass die Raumanzüge, da sie während der gut zwei Wochen in der Schwerelosigkeit an Körpergröße zugenommen hatten, nicht mehr passten. Mit Unterstützung des Bodenpersonals wurden Arm- und Beinlänge angepasst (die metallische Rumpfschale des Feitian-Anzugs kann nicht verändert werden).
Um 00:11 Uhr UTC wurde zunächst die  Zenitluke am vorderen Ende des Kernmoduls geöffnet. Um 00:26 Uhr UTC verließen zuerst Liu Boming, dann Tang Hongbo die Schleusensektion. Die beiden montierten am mechanischen Arm eine Fußverankerungsplattform, sodass Liu Boming, der ältere der beiden, darauf stehen konnte.
Zu Beginn hatte Liu Boming einige Schwierigkeiten, gleichzeitig den mechanischen Arm zu steuern und seine eigene Körperhaltung entsprechend den Bewegungen des Arms zu ändern. Aber mit Einweisung vom Raumfahrtkontrollzentrum Peking konnte das Problem bewältigt werden.
Der Vorteil dieser Fußverankerungsplattform, die auch an Sockeln auf der Außenwand der Raumstation befestigt werden kann, ist, dass der Raumfahrer sich nicht an einer Griffstange festhalten muss, sondern beide Hände für die Arbeit frei hat.
Anschließend setzten die beiden Raumfahrer eine der vier Panoramakameras, die für den Start eng an die Raumstation montiert waren, damit diese in die Nutzlastverkleidung passte, auf einen 20 cm hohen Sockel, um ihr Blickfeld zu vergrößern. Nie Haisheng, der im Inneren der Station über die Außenkameras einen besseren Überblick hatte als Liu und Tang selbst, überwachte die Arbeiten, half bei der Steuerung des mechanischen Arms und hätte seine Bewegungen über einen Notabschaltknopf sofort stoppen können, wenn er der Station gefährlich nahegekommen wäre. Liu Boming und Tang Hongbo führten danach noch einige weitere Montagearbeiten durch und kehrten um 06:57 Uhr UTC nach etwa sechseinhalb Stunden wieder in die Station zurück.
Auf der Basis der bei diesem Einsatz gesammelten Erfahrungen überarbeiteten die Ingenieure auf der Erde den Arbeitsablauf für den zweiten Weltraumausstieg. In der ersten Augusthälfte wurden mit den Raumfahrern im Inneren der Station eine Woche lang die einzelnen Handgriffe geübt, am 16. August wurde der gesamte Außenbordeinsatz 1:1 durchgespielt. Diesmal waren Nie Haisheng und Liu Boming für die Außenarbeiten eingeteilt, Tang Hongbo war für die Unterstützung vom Inneren der Station aus zuständig.
Der reale Einsatz fand am 20. August 2021 statt. Nie Haisheng öffnete die Außenluke um 00:38 Uhr UTC, um 00:45 Uhr UTC hatte er die Station verlassen, und um 06:33 Uhr UTC war der Einsatz beendet, eine Stunde früher als ursprünglich geplant. Die Raumfahrer montierten an der Außenwand des Maschinenraums ganz am hinteren Ende des Kernmoduls, 14 m von der Ausstiegsschleuse entfernt, eine zusätzliche Pumpeneinheit für das Temperaturregelungssystem der Station. Mit diesem Gerät wurde zum einen die Umwälzleistung des Systems erhöht – auf der Sonnenseite erwärmt sich die Station auf bis zu 180 °C, im Schatten kühlt sie auf −100 °C ab – zum anderen kann das Gerät auf der Außenseite im Gegensatz zu der im Maschinenraum verbauten Einheit mit wenigen Handgriffen ausgewechselt werden, wenn das System eines Tages Alterungserscheinungen zeigen sollte. Näher an der Schleuse wurde eine Werkzeugkiste montiert, außerdem wurde eine zweite Panoramakamera auf einen höheren Sockel gesetzt. Bei diesem Einsatz ließ sich Nie Haisheng vom mechanischen Arm der Station zu den Arbeitsorten tragen, während sich der zwei Jahre jüngere Liu Boming über die außen an der Station montierten Griffstangen zu den jeweiligen Einsatzorten voranarbeitete. Liu Boming trug den Anzug, den Tang Hongbo beim vorherigen Einsatz getragen hatte, er hatte jedoch die Handschuhe gegen ein für ihn maßgeschneidertes Paar ausgewechselt.
Neben dem Test der Urinwiederaufbereitungsanlage – während der drei Monate im Orbit wurden aus 600 l Urin mehr als 500 l Trinkwasser zurückgewonnen – führten die Raumfahrer auch 14 raumfahrtmedizinische Experimente durch (Ophthalmoskopie etc.), wofür Tianzhou 2 biologische Präparate zur Station brachte.
Am 15. September 2021 wurden die letzten Daten der von den Raumfahrern durchgeführten Experimente an die Erde übertragen. Güter und Materialien, die auf der Raumstation verbleiben sollten, wurden ordentlich verstaut. Am Morgen des 16. September 2021 begab sich die Mannschaft in das Shenzhou-Raumschiff und koppelte um 00:56 Uhr UTC bzw. 08:56 Uhr Peking-Zeit nach 90 Tagen ab (Dienstbeginn auf der Raumstation ist regulär um 08:30 Uhr).
Anschließend flog das Raumschiff in einer Entfernung von 2–2,5 km über die Station hinweg, dann unter ihr zurück bis zur Nadirschleuse. Das Raumschiff richtete sich auf, drehte sich entlang seiner Längsachse um 180°, um seinen Koppelmechanismus mit dem der Schleuse zur Deckung zu bringen, und näherte sich der Schleuse von unten bis auf 19 m. Nach 5 Minuten zog sich das Raumschiff bis auf eine Entfernung von 200 m zurück. und flog wieder zur Bugschleuse der Station. Dies war eine Übung für den Fall, dass die radiale Ankoppelung eines Tages missglücken würde und die Raumfahrer die Station über die wesentlich einfacher zu erreichende Bugschleuse betreten müssten.
Um 05:38 Uhr UTC war die Übung beendet.
Die auch aufgrund der ständig wechselnden Beleuchtungsverhältnisse anspruchsvollen Manöver dienten der Vorbereitung für die folgenden Mission, bei der das Raumschiff Shenzhou 13 von Beginn an radial andocken soll, während der ursprünglich am Heck angekoppelte Frachter Tianzhou 2 am 18. September 2021 zur Bugschleuse umpositioniert wurde, um später bei der Mission Shenzhou 13 mit ihm als Testmasse die Montage des Wissenschaftsmoduls Wentian zu üben.
Bei den bisherigen Missionen musste das Raumschiff immer von einem bestimmten Orbit aus den Rückflug einleiten, um den Landeplatz in der Inneren Mongolei zu erreichen. Falls das nicht möglich war, hätte man im Wasser landen oder auf einen der rund um die Erde verteilten Notlandeplätze zurückgreifen müssen. Für die Raumstation-Missionen ab Shenzhou 12 hatten die Ingenieure durch Optimierung von Umlaufbahn und Navigationsmethode sichergestellt, dass das Raumschiff in einem Notfall jederzeit von der sich in einem Bereich zwischen 340 und 420 km Höhe bewegenden Station abkoppeln und unmittelbar in China landen konnte.

## Landung und Rückkehr nach Peking
Die Landung am 17. September 2021 um 05:34  Uhr UTC fand nicht auf dem bisherigen Hauptlandeplatz der Strategischen Kampfunterstützungstruppe im Dörbed-Banner statt, sondern auf dem Ostwind-Landeplatz in der Badain-Jaran-Wüste unweit des Kosmodroms Jiuquan. Bereits im Mai 2018 hatten alle 15 damals aktiven Raumfahrer ein 19-tägiges Überlebenstraining in der Badain-Jaran-Wüste absolviert, wobei allerdings der körperliche Verfall nach monatelanger Schwerelosigkeit nicht simuliert werden konnte.
Nun wurde unter realen Bedingungen eine Notlandung mit Rettungseinsatz geübt,
die reibungslos verlief.
Die Rückkehrkapsel landete dank der ab Shenzhou 12 installierten zusätzlichen Steuermöglichkeiten punktgenau an der vorhergesagten Stelle, auf dem letzten Stück des Weges von Hubschraubern begleitet. Eine Minute nach der Landung waren die ersten Fahrzeuge bei der Kapsel, um 13:43 Uhr UTC, neun Minuten nach der Landung, hatten Helfer die Luke geöffnet und führten noch im Inneren der Kapsel eine erste medizinische Untersuchung der Raumfahrer durch.
Zhou Jianping, der Technische Direktor des bemannten Raumfahrtprogramms, erklärte in einem kurz nach der Landung durchgeführten Interview mit dem chinesischen Staatsfernsehen, dass von nun an die Besatzungen der Raumstation regulär auf dem Ostwind-Landplatz landen sollten.
Am Abend des 17. September kamen die drei Raumfahrer mit einem Passagierflugzeug der Luftwaffe auf dem Militärflughafen Peking-Xijiao (北京西郊机场) an, wo sie von General Li Shangfu, dem Kommandanten des bemannten Raumfahrtprogramms, empfangen wurden. Anschließend begaben sie sich in Quarantäne, wo eine gründliche medizinische Untersuchung und Begutachtung ihres Gesundheitszustands stattfand, während sie sich erholten und wieder an die Schwerkraft gewöhnten.
Trotz ausreichender Ernährung – die Raumfahrer hatten in den drei Monaten die vom Raumfrachter angelieferten Essenspakete restlos verzehrt – hatten sie merklich an Gewicht verloren.
Auch die Rückkehrkapsel wurde nach Peking gebracht, wo am 27. September 2021 in einer feierlichen Zeremonie die mitgereisten Landesfahnen, Nutzpflanzen-Samen etc. an die Botschafter von Namibia und Pakistan, die die Landung mit ihren Bahnverfolgungsstationen unterstützt hatten, an die Innovationsallianz der Raumfahrtsaatzuchtindustrie (航天育种产业创新联盟) und die anderen Besitzer von Nutzlasten übergeben wurden.
Am 22. Oktober 2021 überreichte Gao Ming, Direktorin des Zentrums für Projekte und Technologien zur Nutzung des Weltalls und Kommandantin des Nutzlastsystems des bemannten Raumfahrtprogramms, in Peking Vertretern des Shanghaier Instituts für Keramik der Chinesischen Akademie der Wissenschaften (中国科学院上海硅酸盐研究所) einen von der Besatzung in der Rückkehrkapsel mitgenommenen Behälter mit im Laborschrank für Materialforschung geschmolzenen und wieder erstarrten Zirconium-Proben. Die Raumfahrer hatten nur die Proben in das Gerät einzubringen. Das Zentrum hatte in Peking ein digitales Duplikat des Schmelzofens eingerichtet und steuerte von dort aus die eigentlichen Versuche, von der Positionskontrolle der Zirconium-Kugeln über deren Erhitzung auf 1990 °C (der Schmelzpunkt des Materials liegt bei 1857 °C) bis zur Unterkühlung mit Freisetzung der Schmelzenthalpie und Kristallisation. In Shanghai werden die Proben nun am Nationalen Schwerpunktlabor für Hochleistungskeramik und feinste Mikrostrukturen (高性能陶瓷和超微结构国家重点实验室) unter der Leitung von Yu Jianding (余建定) aufgeschnitten und analysiert, der ähnliche Experimente bereits in Zusammenarbeit mit japanischen Wissenschaftlern auf der ISS durchführte.
Anfang November 2021 war die Quarantäne der Raumfahrer beendet und sie begaben sich in ein Sanatorium,
um sich weiter zu erholen. Am 6. November 2021 wandten sie sich in einer Videobotschaft an das chinesische Volk, um allen zu versichern, dass es ihnen gut ginge.
Einen Monat später wurden die Raumfahrer aus dem Sanatorium entlassen und kehrten zum Raumfahrerkorps der Volksbefreiungsarmee in Peking zurück, um unter ärztlicher Aufsicht Muskelkraft, Ausdauer sowie Herz- und Lungenfunktion auf das für Raumflüge nötige Niveau zu bringen und danach mit dem regulären Training zu beginnen.